# Java
Java (em indonésio, javanês e sundanês: Jawa) é uma ilha situada na Indonésia, onde se situa a capital do país, Jacarta. Tem 132 011,65 km² de área e em 2023 tinha 153.391.145 habitantes (densidade: 1 162 hab./km²), que constituem 56,7% da população da Indonésia. É a ilha mais populosa do mundo e uma das regiões mais densamente povoadas do planeta.
A ilha possui um importante papel na história e na economia da Indonésia. No passado foi o centro de poderosos impérios hindus e budistas, sultanatos muçulmanos, a principal possessão das Índias Orientais Holandesas e o principal local onde se desenrolou a luta pela independência da Indonésia nas décadas de 1930 e 1940. Java tem um papel preponderante na vida política, cultural e económica da Indonésia. Quatro dos oito sítios de patrimônio mundial da UNESCO na Indonésia estão localizados em Java: Parque Nacional de Ujung Kulon, Templo de Borobudur, Templo de Prambanan e Sítio do Homem Primitivo de Sangiran.
Java foi formada por erupções vulcânicas devido à subducção geológica da Placa Australiana sob a Placa de Sonda. A maior parte da ilha é de origem vulcânica. É a 13.ª maior ilha do mundo em área e a 5.ª maior da Indonésia. Uma cadeia de montanhas vulcânicas forma uma espinha na direção leste-oeste ao longo de praticamente toda a ilha. 
As três principais línguas de Java são o javanês, o sundanês e o madurês. A primeira é a mais falada, sendo a língua materna de 60 milhões de indonésios, a maior parte deles residentes em Java. Os madureses no saliente oriental de Java são migrantes da Ilha de Madura, enquanto os betawi na capital, Jacarta, são uma mistura de vários grupos étnicos da Indonésia. Grande parte dos habitantes é bilíngue, usando o indonésio como primeira ou segunda língua. Embora a esmagadora maioria da população seja muçulmana, Java tem uma mistura variada de crenças religiosas, etnias e culturas.
Em termos administrativos, Java está dividida em quatro províncias (Banten, Java Ocidental, Java Central e Java Oriental) e duas regiões especiais (Jacarta e Jogjacarta).

## Etimologia
A origem do nome Java não é clara. Uma possibilidade é que a ilha deva o nome à planta jáwa-wut (painço; Setaria italica), que supostamente seria comum na ilha. Antes da "indianização", a ilha teve vários nomes diferentes. Outra origem possível é a palavra jaú e as suas variantes, que significam "para além" ou "distante". Em sânscrito, yava significa cevada, uma planta pela qual Java era famosa. A ilha é mencionada com o nome Yawadvipa no antigo épico hindu Ramáiana — Sugriva, o comandante do exército de Rama, enviou os seus homens a Yawadvipa para procurarem Sita. O nome em sânscrito da ilha é yāvaka dvīpa (dvīpa significa ilha). Java é mencionada no antigo texto tâmil Manimekalai do poeta Chithalai Chathanar, onde se relata que em Java havia um reino cuja capital se chamava Nagapuram. Segundo outros autores, Java deriva do termo iawa do proto-austronésio, que significa "casa". A grande ilha de Iabadiu ou Jabadiu é mencionada na Geografia de Ptolomeu, escrita em meados do século II d.C. Segundo o geógrafo greco-romano, Iabadiu, que significava "ilha da cevada", era rica em ouro e tinha uma cidade de prata chamada Argyra na sua extremidade ocidental. O nome parece ser derivado do nome hindu Java-dvipa (Yawadvipa).
Os anuários de Songshu e Liangshu (século V d.C.) referiam-se a Java como 闍婆 (She-pó ou She-bó). He-ling (640–818), tornou a chamá-la de She-po até a dinastia Yuan (1271–1368), quando começaram a mencioná-la como 爪哇 (Zhao-Wa ou Chao-Wa). De acordo com o livro de Ma Huan (o Yingya Shenlan), os chineses chamavam Java de Chao-Wa, e a ilha era chamada She-po no passado. Sulaiman al-Tajir al-Sirafi mencionou duas ilhas notáveis que separavam a Arábia da China: uma é a Al-Rami, com 800 parasangas de comprimento, identificada como Sumatra, e a outra é Zabaj (árabe: الزابج, indonésio: Sabak), com 400 parasangas de comprimento, identificada como Java.:30–31
Quando Giovanni de' Marignolli retornou da China para Avinhão, ele hospedou-se no Reino de Saba por alguns meses, onde disse haver muitos elefantes e que era governado por uma rainha; Saba pode ser a interpretação dele para She-bó.(pxii, 192–194) Afanásio Nikitin, um comerciante de Tver (na Rússia), viajou para a Índia em 1466 e descreveu a terra de Java, que ele chamou de шабайте (shabait/šabajte).

## Geografia

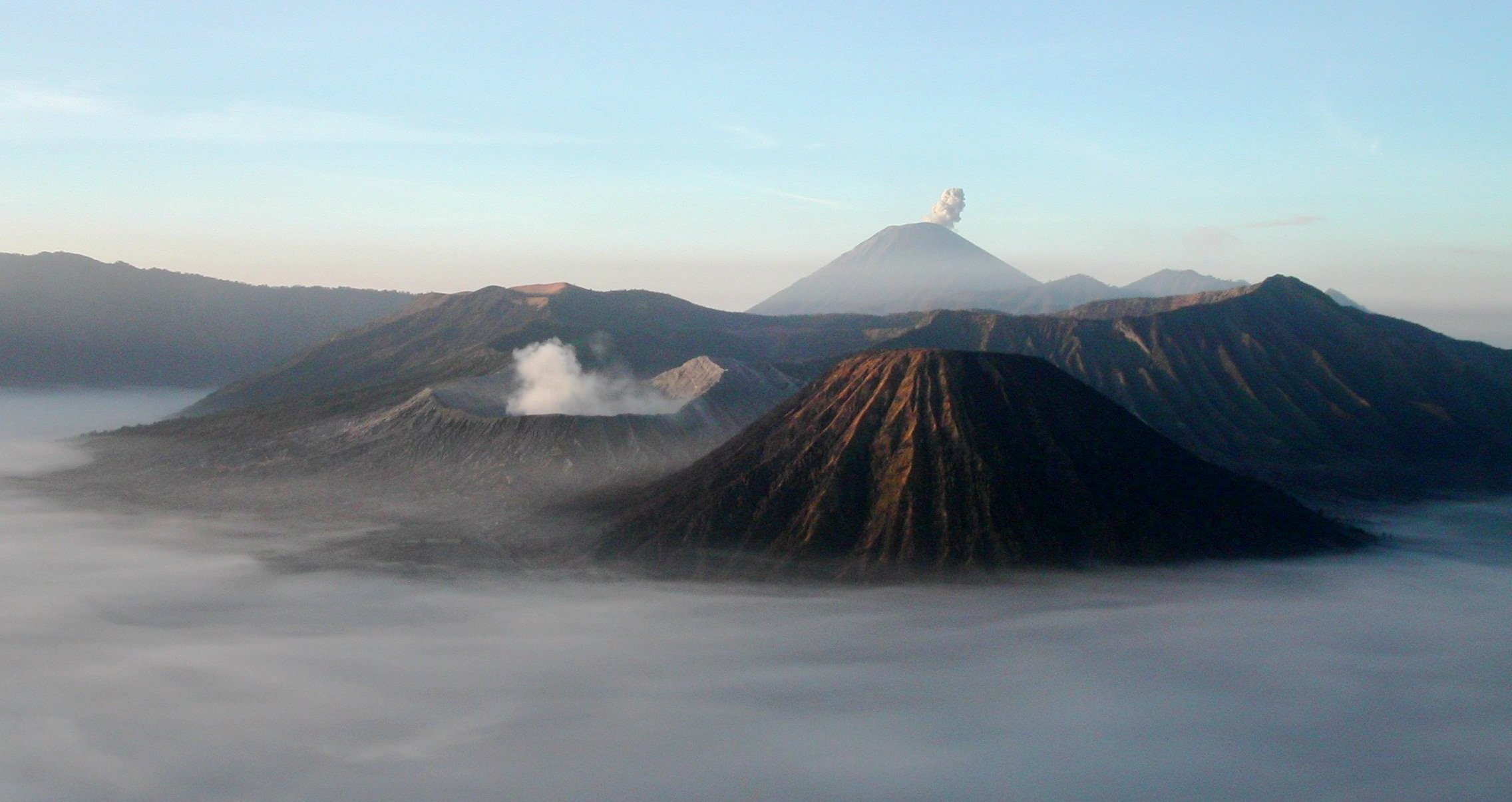
Monte Bromo, um vulcão ativo no maciço de Tengger, Java Oriental

A ilha está situada entre as ilhas de Sumatra (a noroeste) e Bali (a leste). A ilha de Bornéu fica a norte e a ilha Christmas a sul. A costa norte é banhada pelo mar de Java, a costa ocidental pelo estreito de Sonda, a costa sul pelo oceano Índico e a costa oriental pelos estreitos de Bali e de Madura. Faz parte do arquipélago das Grandes Ilhas da Sonda.
Praticamente toda a ilha é de origem vulcânica. O seu eixo central é percorrido por uma cadeia de montanhas com 38 picos principais, os quais foram ou ainda são vulcões ativos. A montanha mais alta é o monte Semeru (3 676 m de altitude) e o vulcão mais ativo é o Merapi (2 930 m). No total, Java possui mais de 150 montanhas.
Montanhas e planaltos javaneses contribuem para dividir o interior numa série de regiões relativamente isoladas que são das mais férteis do mundo para o cultivo de arroz. Outra produção agrícola importante é o café. A primeira plantação de café da Indonésia foi criada em 1699 em Java. Atualmente, o café é cultivado sobretudo no planalto de Ijen, na parte oriental da ilha.
A área de Java é de cerca de 132.011,65 quilômetros quadrados (incluindo 5.408,45 quilômetros quadrados de Madura e ilhas menores ao largo da costa). Java tem aproximadamente 1.000 km de comprimento e até 210 km de largura. O principal e mais longo rio é o Bengawan Solo, com 600 km de comprimento. Nasce na parte central da ilha, no vulcão Lawu, corre para norte e leste e desagua no mar de Java perto da cidade de Surabaya. Outros rios importantes são o Brantas, Citarum, Cimanuk e o Serayu.

### Meio ambiente

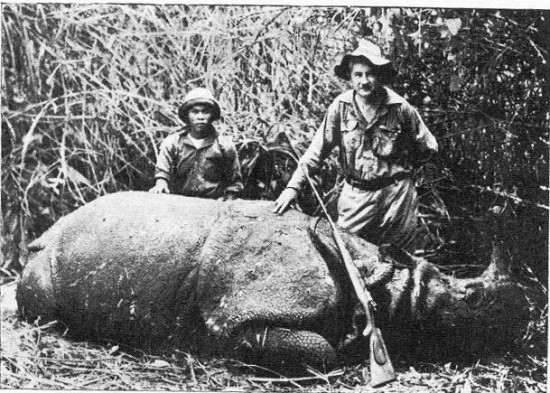
Rinoceronte-de-java morto em 1934 em Java Ocidental. Atualmente só um reduzido número de espécimes deste rinoceronte sobrevivem no Parque Nacional de Ujung Kulon

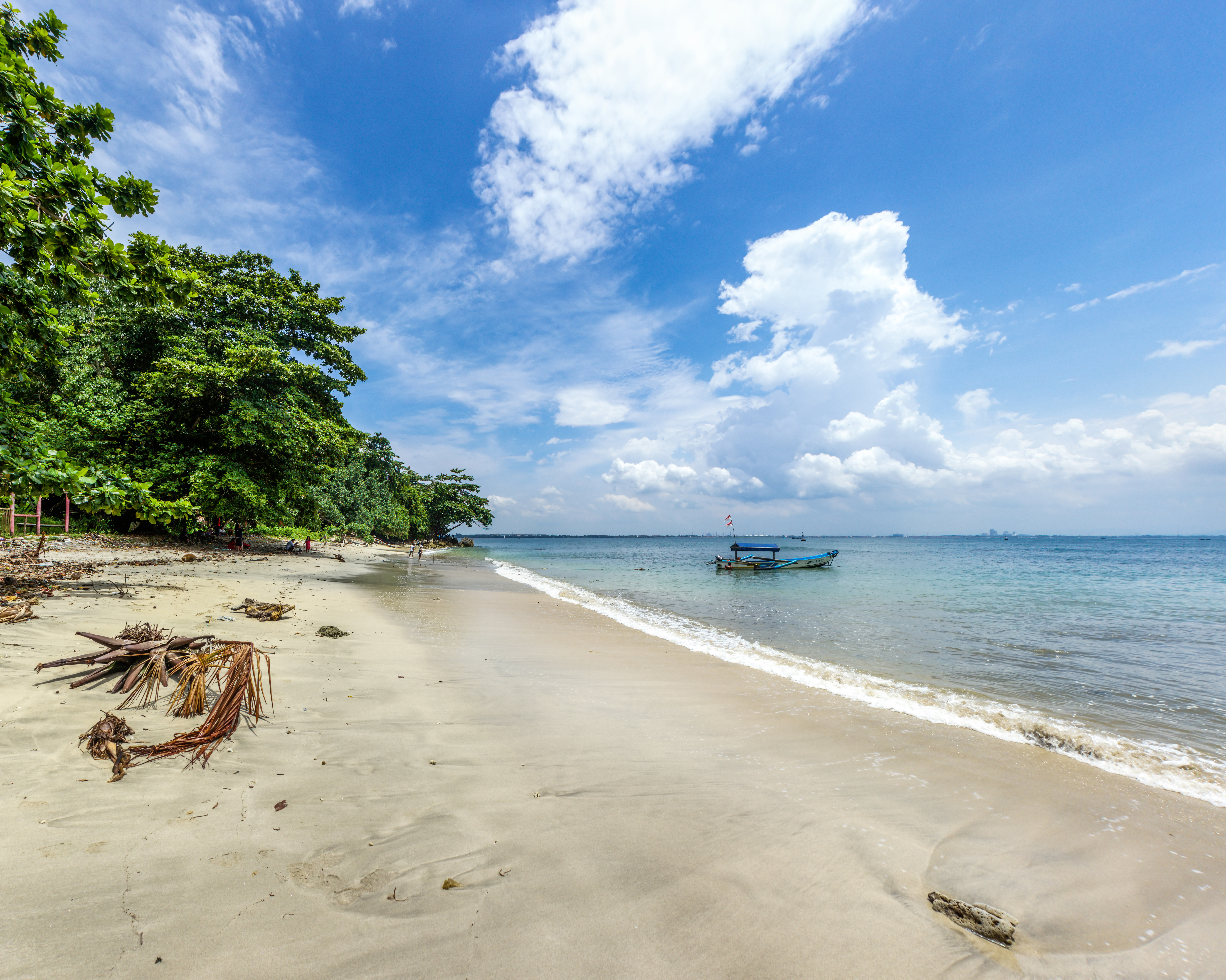
, no ilha de Nusa Kambangan, ao largo da costa centro-sul de Java

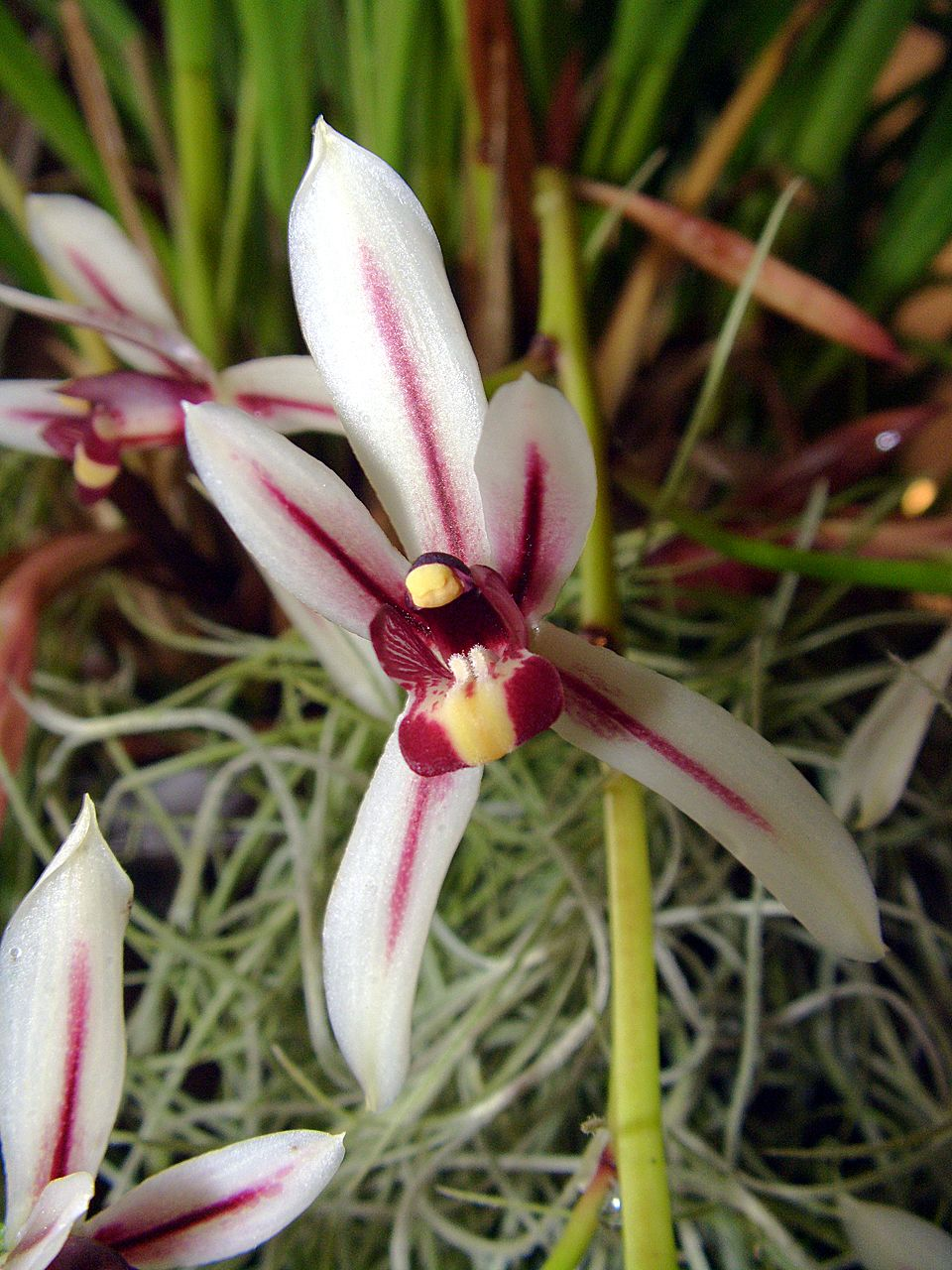
Cymbidium dayanum - espécie de orquídea nativa de Java.

O bioma predominante em Java é a floresta tropical pluvial, com ecossistemas que vão desde os mangais costeiros na costa norte às florestas húmidas de alta altitude das encostas vulcânicas do interior, passando pelas costas escarpadas da costa sul e pelas florestas tropicais das zonas baixas. As condições ambientais e clima mudam gradualmente de oeste para leste, desde as florestas húmidas e densas da parte ocidental até às savanas relativamente secas da parte oriental, conforme o clima e precipitação nessas regiões.
Originalmente, a ilha tinha uma grande biodiversidade, com numerosas espécies endémicas vegetais e animais, como o rinoceronte-de-java, o bantengue, o javali verrugoso javanês, águia-gavião-javanesa (Nisaetus bartelsi), o pavão-verde, o gibão-prateado, o lutung-de-java, o cervo-rato-javanês (Tragulus javanicus), o cervo-de-timor (Rusa timorensis) e o leopardo-de-java. Com 450 espécies de aves, 37 delas endémicas, Java é um local de sonho para os observadores de aves. Há cerca de 130 espécies de peixes de água doce.
Desde tempos remotos que os habitantes locais têm limpado as florestas, alterado os ecossistemas e moldado a paisagem, nomeadamente criando socalcos para plantação de arroz e terraços para suportar a população crescente. Os socalcos de arroz existem há mais de um milénio e foram a base económica de antigos reinos agrícolas. A população crescente coloca uma grande pressão na vida selvagem de Java, com a diminuição das florestas, que estão confinadas a encostas altas e penínsulas isoladas. Algumas das espécies endémicas estão me risco de extinção crítico e algumas já se extinguiram, como o tigre-de-java (Panthera tigris sondaica) e o elefante-de-java (Elephas maximus sondaicus).
Atualmente há vários parques nacionais para proteger o que resta da frágil vida selvagem, como o de Ujung Kulon, Monte Halimun Salak, Gunung Gede Pangrango, Baluran, Meru Betiri e Alas Purwo.

### Clima
A temperatura média oscila entre 22 e 29 °C e a humidade relativa média é 75%. As planícies costeiras setentrionais são geralmente mais quentes, com temperaturas médias durante o dia de 34 °C na estação seca. As costas meridionais são geralmente mais frescas do que o norte e o interior montanhoso ainda mais fresco.
Durante a estação das chuvas, que vai de novembro a abril, a chuva cai principalmente à tarde. No resto do ano, a chuva é intermitente. Os meses mais chuvosos são janeiro e fevereiro. Java Ocidental é mais húmida que Java Oriental e a precipitação é maior nas regiões montanhosas. Nos planaltos de Parahyangan, em Java Ocidental a precipitação média anual é superior a 4 000 mm, enquanto que na costa norte de Java Oriental é 900 mm.

### Divisões administrativas
Java e as ilhas pequenas mais próximas estão divididas em quatro províncias e duas regiões especiais.
| Província              | Capital    | Área (km²)   | N.º de habitantes (2014) | Densidade pop. (hab./km²) |
| ---------------------- | ---------- | ------------ | ------------------------ | ------------------------- |
| Banten                 | Serang     | 9 662,92 \|  | 11 834 087               | 1 224,7                   |
| Java Ocidental         | Bandungue  | 35 377,76 \| | 46 029 668               | 1 301,1                   |
| Java Central           | Semarang   | 32 800,69 \| | 33 753 023               | 1 029                     |
| Java Oriental [♦]      | Surabaia   | 47 799,75 \| | 38 529 481               | 806,1                     |
| Jacarta (reg. esp.)    | -          | 661,5 \|     | 9 607 787                | 14 524,2                  |
| Jogjacarta (reg. esp.) | Jogjacarta | 3 133,15 \|  | 3 594 290                | 1 147,2                   |

[♦] ^ A província de Java Oriental inclui a ilha de Madura (5 168 km²; 3 630 000 habitantes em 2012; densidade: 702,4 hab./km²).
Além das divisões administrativas é comum dividir a ilha em quatro zonas culturais:
- Java Ocidental, que inclui Banten, Java Ocidental e Jacarta;
- Java Central, que inclui também a região especial de Jogjacarta;
- Java Ocidental, à exceção da ilha de Madura;
- Ilha de Madura.

## Demografia
| 1971       | 1980       | 1990        | 2000        | 2010        | 2015        |
| 76 086 320 | 91 269 528 | 107 581 306 | 121 352 608 | 136 610 590 | 145 013 583 |
|            | 20%        | 17,9%       | 12,8%       | 12,6%       | 6,2%        |

[¶] ^ Os números incluem a ilha de Madura, que em 2015 tinha 3 724 545 habitantes.
Tradicionalmente, Java tem sido dominada por classe de elite, enquanto que as classes inferiores se ocupam da agricultura e das pescas. A elite javanesa evoluiu ao longo da história, acompanhando as sucessivas vagas de imigração e ocupação. Há evidências que no passado na elite dominante de Java houve imigrantes do Sul da Ásia e, durante a era islâmica, imigrantes árabes e persas. Mais recentemente, imigrantes chineses também passaram a fazer parte da elite económica de Java. Apesar dos habitantes de origem chinesa geralmente se tenham mantido à margem da política, há algumas exceções notáveis, como o governador de Jacarta, Basuki Tjahaja Purnama.

Não obstante Java ter vindo a modernizar-se e a urbanizar-se cada vez mais, apenas 75% da ilha tem eletricidade. As aldeias e os seus campos de arroz continuam a ser uma visão frequente por toda a ilha. Ao contrário do resto da ilha, o crescimento demográfico em Java Central é baixo, apesar da percentagem de jovens ser mais alta do que no resto do país. Este crescimento populacional mais baixo pode ser parcialmente atribuído ao facto de muitas pessoas abandonarem as áreas rurais de Java Central para procurarem melhores oportunidades e rendimentos mais altos nas grandes cidades. A população da ilha continua a aumentar rapidamente, apesar de muitos javaneses abandonarem a ilha. Isso deve-se em parte ao facto de Java ser o principal polo económico, académico e cultural da Indonésia, o que atrai milhões de não javaneses às suas cidades. 

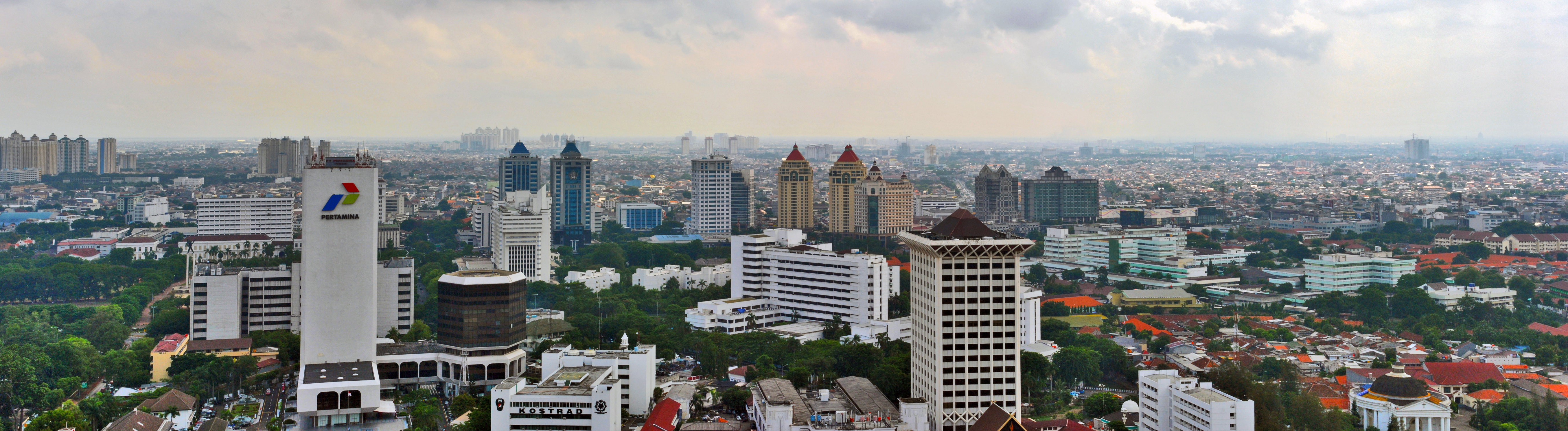
Vista da parte oriental de Jacarta desde o (Monumento Nacional)

### Crescimento Demográfico

Densidade populacional de Java e Madura em 2022, com destaques às principais aglomerações urbanas

Java é a ilha mais populosa do mundo e abriga 56% da população da Indonésia, com uma população total de 156,4 milhões, de acordo com as estimativas oficiais de meados de 2023 (incluindo 4,06 milhões de Madura). Com quase 1.185 pessoas por km² em 2023, também é uma das partes mais densamente povoadas do mundo, comparável a Bangladexe. Cada região da ilha tem numerosos vulcões, com as pessoas ocupando as terras mais planas restantes. Por causa disso, muitas áreas costeiras são densamente povoadas e as cidades se formam em torno dos vales cercados por picos vulcânicos.
A taxa de crescimento populacional mais que dobrou em Java Central economicamente deprimida no período de 2010–2020 em comparação com 2000–2010, indicando migração ou outros problemas; houve erupções vulcânicas significativas durante o período anterior. Aproximadamente 45% da população da Indonésia é etnicamente javanesa, enquanto os sudaneses também constituem uma grande parte da população de Java.
O terço ocidental da ilha (Java Ocidental, Banten e DKI Jacarta) tem uma densidade populacional ainda maior, de aproximadamente 1.563 por quilômetro quadrado, e representa a maior parte do crescimento populacional de Java. Esta região abriga três áreas metropolitanas: Grande Jacarta (com as áreas periféricas de Grande Serang e Grande Sukabumi), Grande Bandung e Grande Cirebon.
Desde a década de 1970 até a queda do regime de Suharto em 1998, o governo indonésio conduziu programas de transmigração visando reassentar a população de Java em outras ilhas menos povoadas da Indonésia. Esse programa teve resultados mistos, às vezes causando conflitos entre os locais e os recém-chegados. No entanto, fez com que a participação de Java na população nacional diminuísse progressivamente.
Jacarta e seus arredores, sendo a metrópole dominante, também abrigam pessoas de todo o país. Java Oriental também é lar de balineses, bem como de um grande número de madurenses devido à sua pobreza histórica.

### Etnias e cultura

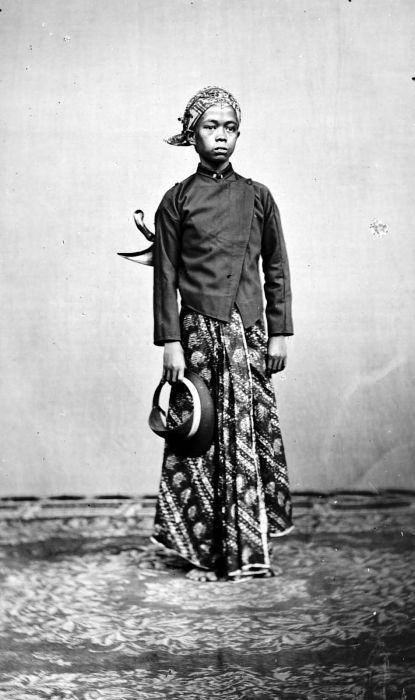
Fotografia de 1913 de um adolescente de etnia javanesa com vestuário tradicional: chapéu blangkon, sarong batique e adaga kris

Apesar da numerosa população, ao contrário do que acontece com outras grandes ilhas da Indonésia, Java é comparativamente mais homogénea em termos étnicos. Só há dois grupos étnicos nativos da ilha: os javaneses e os sundaneses. Um terceiro grupo, os madureses, originários da ilha de Madura, situada ao largo da costa nordeste de Java, imigraram em grande número para Java Oriental a partir do século XVIII.[carece de fontes?]
Os betawi, constituem uma etnia crioula que se fixaram na região de Jacarta (antigamente chamada Batávia) c. século XVII. Os betawi falam um dialeto malaio e descendem principalmente de vários grupos étnicos de diversas ilhas do arquipélago indonésio (malaios, javaneses, balineses, minangkabau, bugis, makassares, amboineses, etc.) que se misturaram com imigrantes de regiões mais distantes, como portugueses, neerlandeses, árabes, chineses e indianos que foram levados ou atraídos a Batávia para satisfazerem as necessidades de mão de obra. Têm uma cultura e língua (o betawi, um dialeto do malaio) distinta dos seus vizinhos sundaneses e javaneses.[carece de fontes?]
O kakawin “Tantu Pagelaran” relata a origem mitológica de Java e da sua natureza vulcânica. A ilha tem quatro regiões culturais principais. No interior e na parte ocidental subsistem as tradições religiosas javanesas Kejawen (ou Kebatinan), que sincretizam aspetos animistas, budistas, hindus e islâmicos (sobretudo sufistas). No Pasisir (costa norte), as influências culturais externas foram mais fortes desde mais cedo do que nas outras regiões, devido à economia se ter baseado historicamente no comércio através do mar de Java, e não à agricultura como no resto da ilha. Em Java Ocidental, a cultura tradicional é sobretudo sundanesa. A quarta região cultural é a chamada "saliência oriental de Java" (em indonésio: Ujung Timur) ou Tapal Kuda ("ferradura", devido à sua forma no mapa), também chamada Banyuwangi, que durante grande parte da sua história se manteve independente das principais potências que dominaram o resto de Java. A ilha de Madura tem fortes laços culturais com as regiões costeiras de Java.

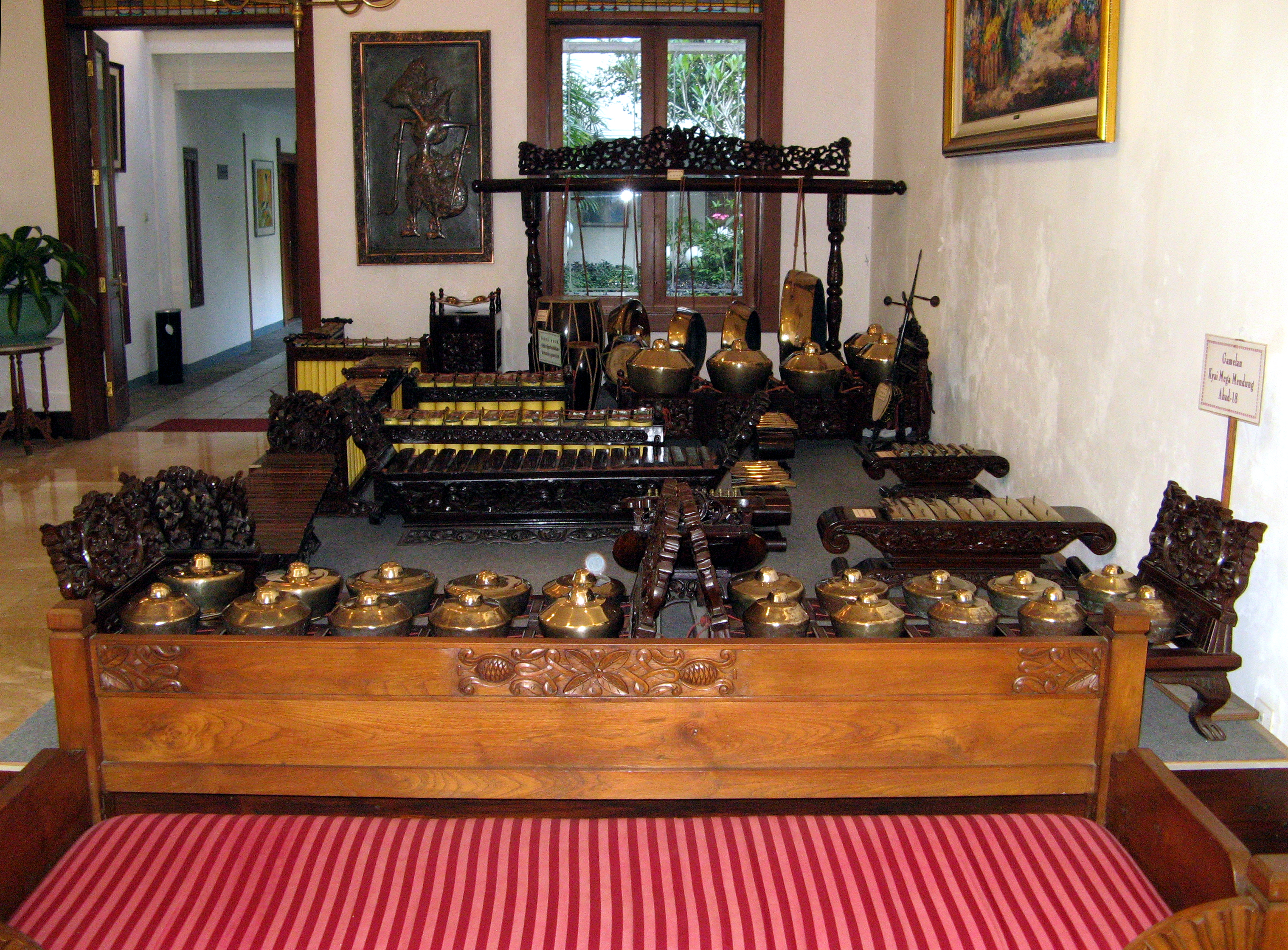
Vários tipos de Gamelões, um instrumento tradicional de Java

A cultura Kejawen é a predominante; a ela pertence o que resta da aristocracia javanesa e grande parte da elite militar, empresarial e política. A sua língua, artes e etiqueta são vistas como as mais refinadas da ilha. Os territórios compreendidos entre Banyumas (no centro-oeste) e Blitar (no centro-leste) são os mais férteis da Indonésia e são as regiões agrícolas mais densamente povoadas do país. Na parte sudoeste de Java Central (Banyumasan) há uma mistura entre as culturas javanesa e sundanesa.[carece de fontes?] As cidades de Jogjacarta e de Suracarta têm fortes tradições culturais e são polos da cultura clássica javanesa. As artes clássicas javanesas incluem a música de gamelão e os espetáculos de fantoches wayang. A literatura javanesa inclui numerosas obras antigas, como o Pararaton e traduções dos épicos hindus Ramáiana e Maabarata. O primeiro relata sobretudo a história de Ken Arok, o fundador da dinastia Singasari e antepassado da dinastia reinante de Majapait, um um órfão que destronou o seu rei e casou com a rainha viúva, Ken Dedes. Entre os escritores javaneses do século XX, destaca-se Pramoedya Ananta Toer, autor de várias histórias baseadas nas suas experiências pessoais da juventude em Java e em cujas obras se encontram muitos elementos do folclore javanês e da história lendária da ilha.[carece de fontes?]

### Línguas

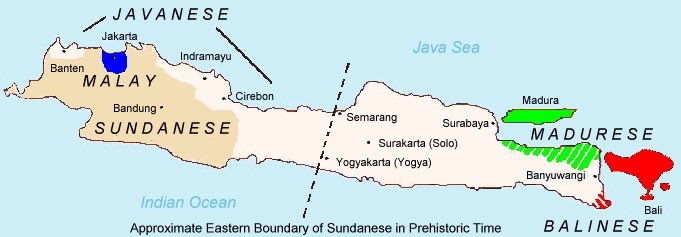
Mapa linguístico de Java

As principais línguas faladas em Java são o em javanês, o sundanês e o madurês. Outras línguas usadas na ilha são o betawi (ou malaio batávio), um dialeto do malaio falado na região de Jacarta (antiga Batávia), o osing, o banyumasan (um dialeto do javanês), o tenggerês (muito próximo do javanês), o bandui (muito próximo do sundanês), o kangeano (muito próximo do madurês) e o balinês. A grande maioria da população também fala indonésio, frequentemente como segunda língua.[carece de fontes?]

### Religião

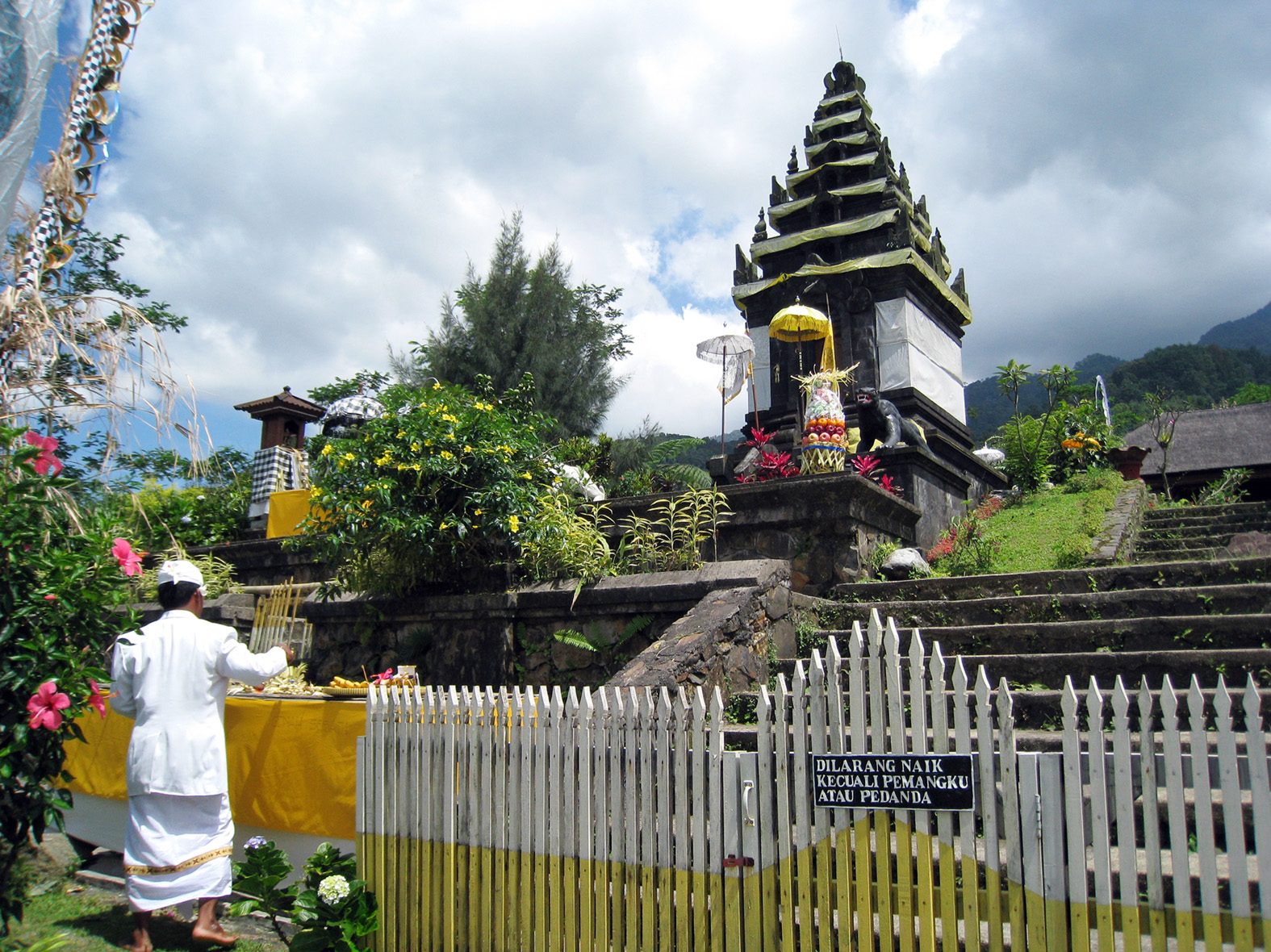
Um candi (santuário hindu) dedicado ao rei sundanês r. em Bogor, Java Ocidental

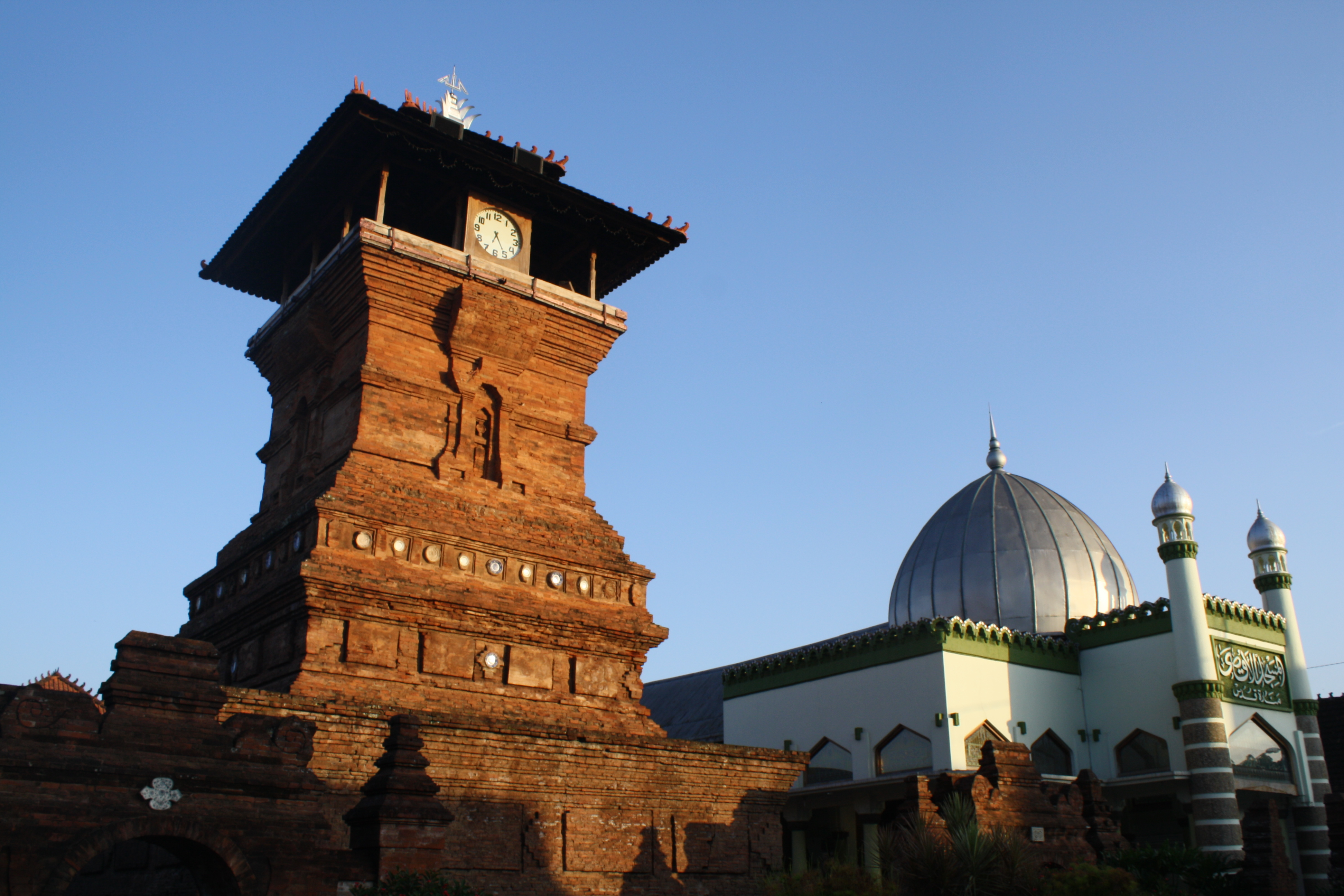
Mesquita Menara Kudus, em Kudus, Java Central, do século XVI, uma das mesquitas mais antigas de Java

Ao longo da história, Java foi um cadinho de religiões e culturas, que originou uma grande diversidade de crenças religiosas. As primeiras influências externas vieram da Índia — o xivaísmo e o budismo penetraram profundamente na sociedade, misturando-se com as tradições e cultura indígenas. Para a divulgação dessas duas religiões contribuíram os chamados resi, ascetas que ensinavam práticas místicas, que viviam rodeados de estudantes que cuidavam das necessidades materiais quotidianas dos seus mestres. A autoridade dos resi eram meramente cerimoniais; nas cortes, os clérigos e pudjangga (letrados em textos sagrados) brâmanes legitimavam os governantes e ligavam a cosmologia hindu às necessidades políticas. Na atualidade ainda há pequenos enclaves hindus espalhados por toda a ilha e na costa oriental, mais perto de Bali, há numerosos hindus, especialmente em volta da cidade de Banyuwangi.[carece de fontes?]
O islão, chegado depois do hinduísmo, fortaleceu o status da estrutura religiosa tradicional. Mais de 90% da população atual de Java é muçulmana, desde os mais tradicionalistas e mais sincréticos abangan até aos mais ortodoxos  santri. Os kyai (académicos muçulmanos) tornaram-se a nova elite religiosa à medida que a influência hindu declinou. O islão não reconhece qualquer hierarquia de líderes religiosos nem uma clero formal, mas o governo colonial holandês criou uma hierarquia elaborada para as mesquitas e outras instituições islâmicas. Nas pesantren (escolas islâmicas) javanesas, os kyai deram continuidade aos resi.

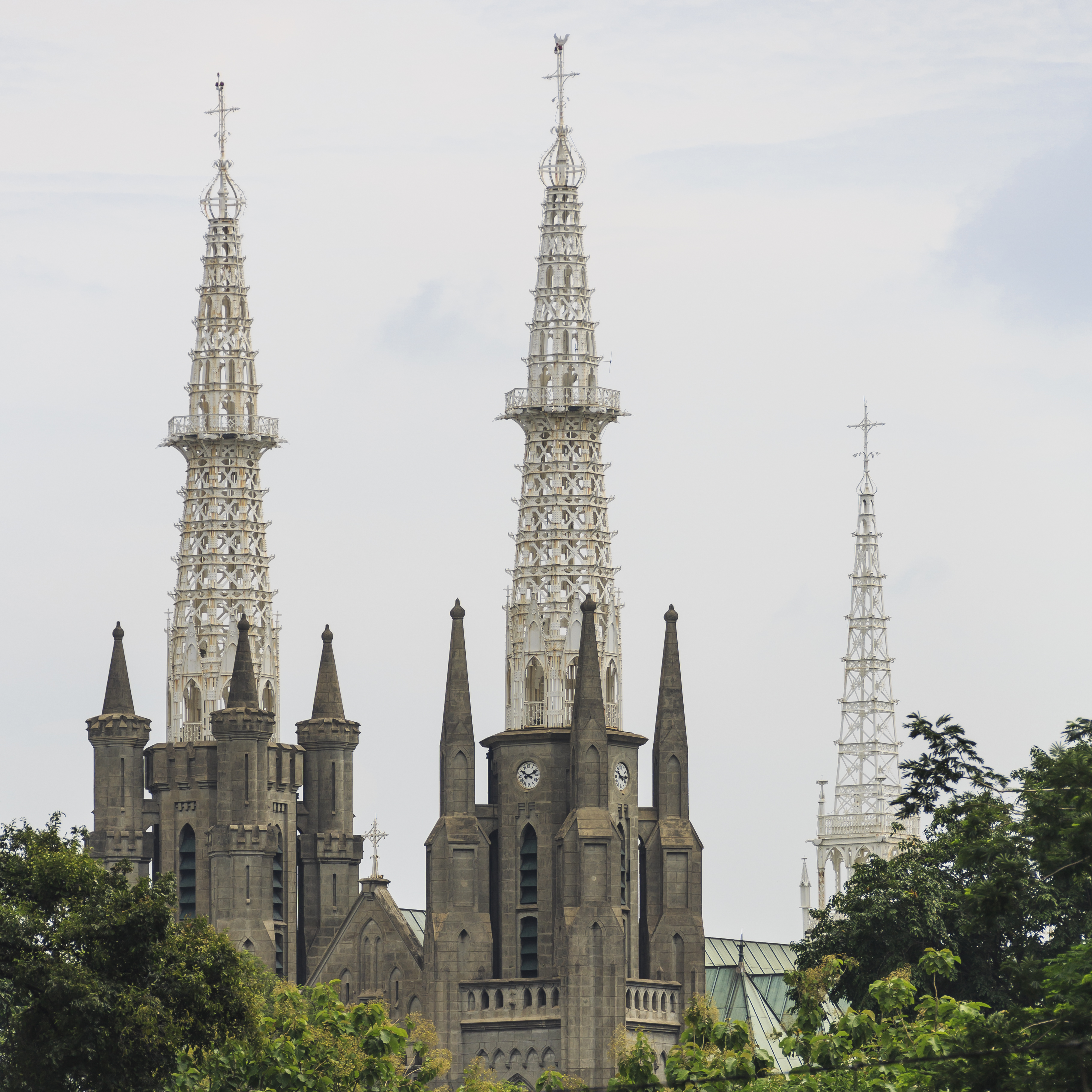
, em Jacarta, consagrada em 1901

As tradições pré-islâmicas contribuíram para que o islão em Java tivesse um cunho místico e que se criasse uma liderança religiosa vagamente estruturada em volta dos kyais, com vários graus de competências nas tradições, crenças e práticas religiosas, misturando elementos pré-islâmicos e funcionando como os principais intermediários entre as populações aldeãs e o sobrenatural. Contudo, a fraca estruturação da liderança dos kyais deu origem a cismas e é frequente haver acentuadas divisões entre kyais ortodoxos, que se cingem estritamente às leis islâmicas, os que pregam o misticismo e os que defendem um islão reformado com conceitos científicos modernos. A divisão é especialmente marcada entre os santri, que defendem um islão mais ortodoxo nas crenças e nas práticas, e os abangan, que misturam com uma aceitação formal e superficial do islão com conceitos animistas e hindus.
Há algumas comunidades cristãs, principalmente nas cidades maiores, embora algumas áreas rurais do centro-sul de Java sejam fortemente católicas. Nas cidades maiores há comunidades budistas, principalmente entre os chineses indonésios. A constituição indonésia reconhece seis religiões oficiais.
Um dos efeitos da multiplicidade de religiões é o elevado número seitas. Em meados da década de 1956, o Departamento de Assuntos Religiosos em Jogjacarta reportou a existência de 63 seitas religiosas além das religiões oficiais. Destas, 35 estavam presentes em Java Central, 22 em Java Ocidental e 6 e Java Oriental. Entre estas incluem-se a Kejawen, a Sumarah e Subud, entre muitas outras. O número total de fiéis destas seitas é difícil de estimar, pois muitos deles identificam-se com uma das religiões oficiais.

## História

### Presença doHomo erectus

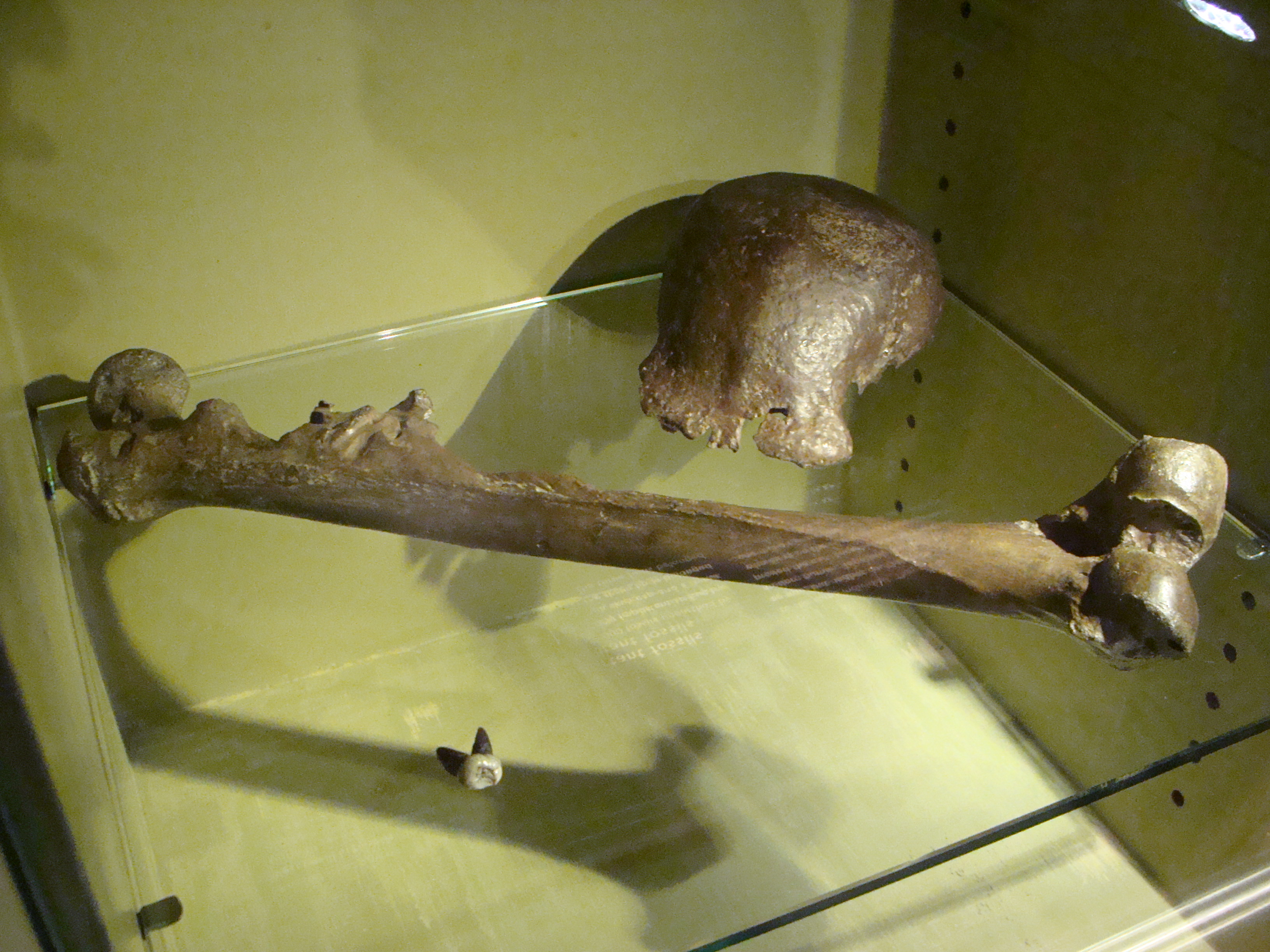
Fósseis pertencentes ao "Homem de Java" (H. e. erectus), exposto no Museu de História Natural de Leida, Leida

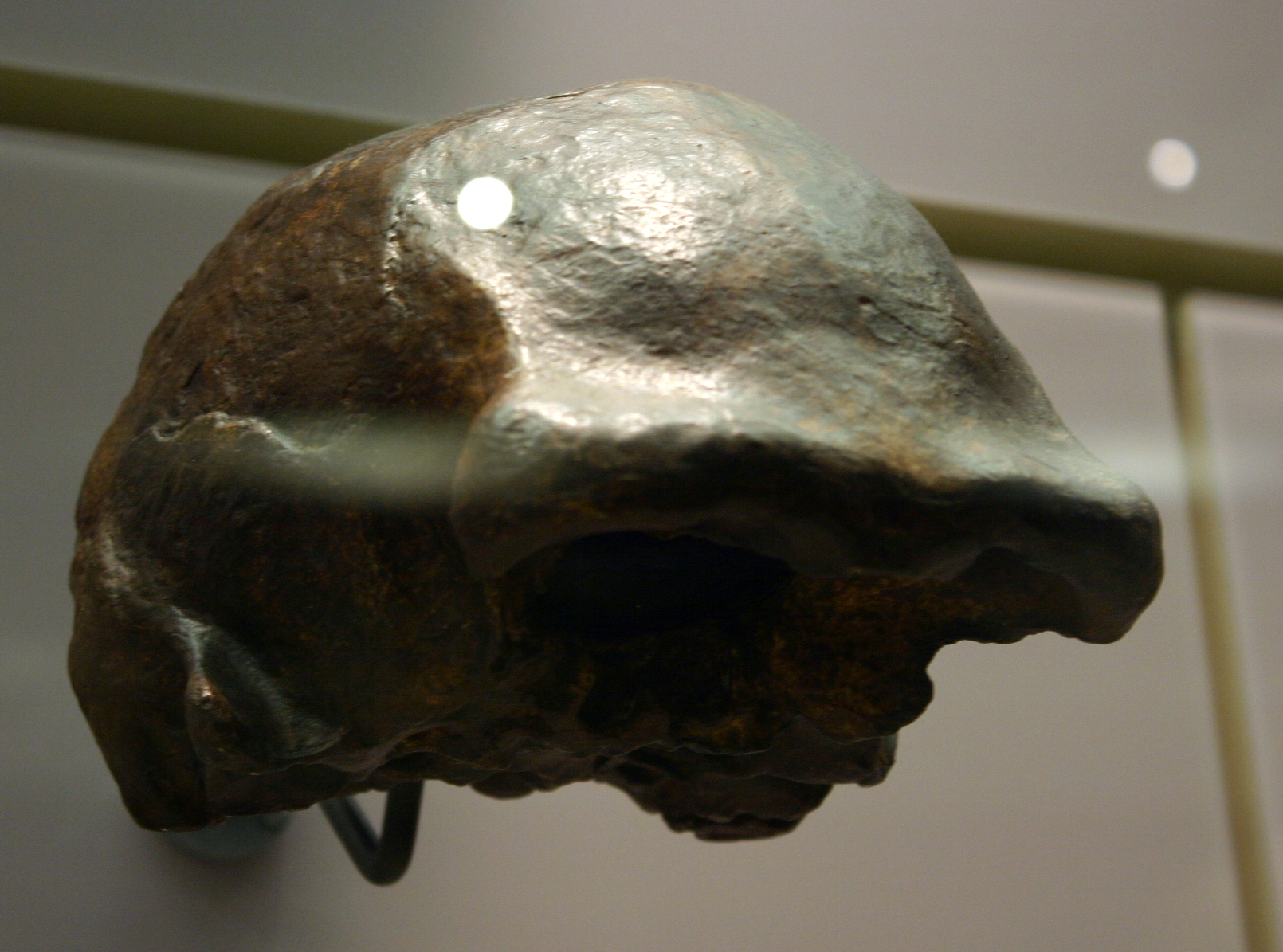
Molde de um crânio encontrado em Java exposto no Museu Nacional de História Natural, Washington, D.C.

Os restos fossilizados do Homo erectus, popularmente conhecido como "Homem de Java", datados de 1,3 milhão de anos, foram encontrados ao longo das margens do rio Solo. O H. erectus chegou à Eurásia há aproximadamente 1,8 milhões de anos, em um evento considerado o primeiro êxodo africano. Há evidências de que a população de H. erectus de Java viveu em um habitat de floresta sempre úmida. Mais especificamente, o ambiente se assemelhava a uma savana, mas provavelmente era regularmente inundado ("savana hidromórfica"). As plantas encontradas no local de escavação de Trinil incluíam gramíneas (Poaceae), samambaias, Ficus e Indigofera, típicas de floresta tropical de planície.
O H. e. soloensis foi a última população de uma longa história de ocupação da ilha de Java pelo H. erectus, começando há 1,51 a 0,93 milhões de anos no sítio de Sangiran, continuando há 540 a 430 mil anos no sítio de Trinil e, finalmente, há 117 a 108 mil anos em Ngandong. Se a data estiver correta para o Homem de Solo, eles representariam uma população terminal de H. erectus que se abrigava nos últimos refúgios de habitat aberto da Ásia Oriental antes da tomada pela floresta tropical. Antes da imigração dos humanos modernos, o sudeste da Ásia no final do Pleistoceno também era lar do H. floresiensis, endêmico da ilha de Floreana, Indonésia, e do H. luzonensis, endêmico da ilha de Lução, nas Filipinas. A análise genética das populações atuais do sudeste asiático indica a dispersão generalizada dos Denisovanos (uma espécie atualmente reconhecível apenas por sua assinatura genética) pelo sudeste asiático, onde se cruzaram com humanos modernos imigrantes entre 45,7 e 29,8 mil anos atrás. Um estudo genômico de 2021 indica que, além dos Denisovanos, os humanos modernos nunca se cruzaram com nenhuma dessas espécies humanas endêmicas, a menos que a descendência fosse inviável ou as linhagens híbridas tenham se extinguido.
A julgar pelo grande número de espécimes depositados em Ngandong ao mesmo tempo, pode ter havido uma população considerável de H. e. soloensis antes da erupção vulcânica que resultou em seu sepultamento, mas a população é difícil de estimar com certeza. O sítio de Ngandong ficava a alguma distância da costa norte da ilha, mas não está claro onde a linha costeira sul e a foz do rio Solo estariam.

### Chegada do homem moderno à ilha

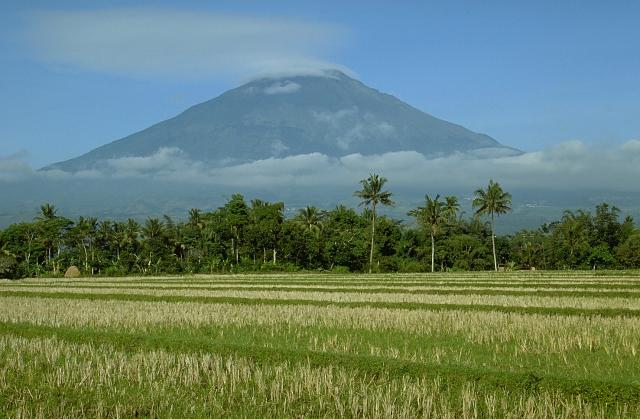
Monte Sumbing cercado por campos de arroz. A topografia vulcânica de Java e suas terras agrícolas férteis são os fatores fundamentais em sua história.

A excepcional fertilidade e a chuva da ilha permitiram o desenvolvimento da cultura de arroz de campo alagado, que exigia níveis sofisticados de cooperação entre as aldeias. Dessas alianças de aldeias, desenvolveram-se pequenos reinos. A cadeia de montanhas vulcânicas e as terras altas associadas que percorrem o comprimento de Java mantiveram suas regiões interiores e povos separados e relativamente isolados. Antes do advento dos estados islâmicos e do colonialismo europeu, os rios forneciam o principal meio de comunicação, embora muitos rios de Java sejam relativamente curtos. Apenas o rio Brantas e o rio Solo podiam fornecer comunicação de longa distância e, dessa forma, seus vales sustentaram os centros dos principais reinos. Pensa-se que um sistema de estradas, pontes permanentes e portagens seria apenas estabelecido em Java pelo menos em meados do século XVII. Os poderes locais podiam interromper as rotas, assim como a estação chuvosa, e o uso das estradas dependia muito de manutenção constante. Consequentemente, a comunicação entre a população de Java era difícil.

A emergência da civilização na ilha de Java é frequentemente associada à chegada de Aji Saka em 78 d.C. Embora se diga que Aji Saka foi o portador da civilização em Java, a história recebeu várias objeções e refutações de outras fontes históricas. O Ramáiana de Valmiki, feito por volta de 500 a.C., registra que Java já tinha uma organização governamental muito antes da história:
"Yawadwipa é decorada com sete reinos, ilhas de ouro e prata, ricas em minas de ouro, e há a Montanha Cicira (fria) que toca o céu com seu pico."(p6)
O geógrafo grego Ptolomeu chamou a ilha de Yabadiou ou Sabadiou (Grego Antigo: Ιαβαδίου ou Σαβαδίου). De acordo com o registro chinês Míng Shǐ, o reino javanês foi fundado em 65 a.C., ou 143 anos antes do início da história de Aji Saka.(p39) A história de Aji Saka é uma história neo-javanesa. Esta história ainda não foi encontrada como relevante no texto antigo javanês. Esta história conta eventos no reino de Medang Kamulan em Java no passado. Naquela época, o rei, Prabu Dewata Cengkar, foi substituído por Aji Saka. Esta história é considerada uma alegoria da entrada dos indianos em Java. Referindo-se às informações da dinastia Liang, o reino javanês foi dividido em dois: o reino pré-hindu e o reino pós-hindu, que começou em 78 d.C.(p5 and 7)

### Período dos reinos hindus e budistas

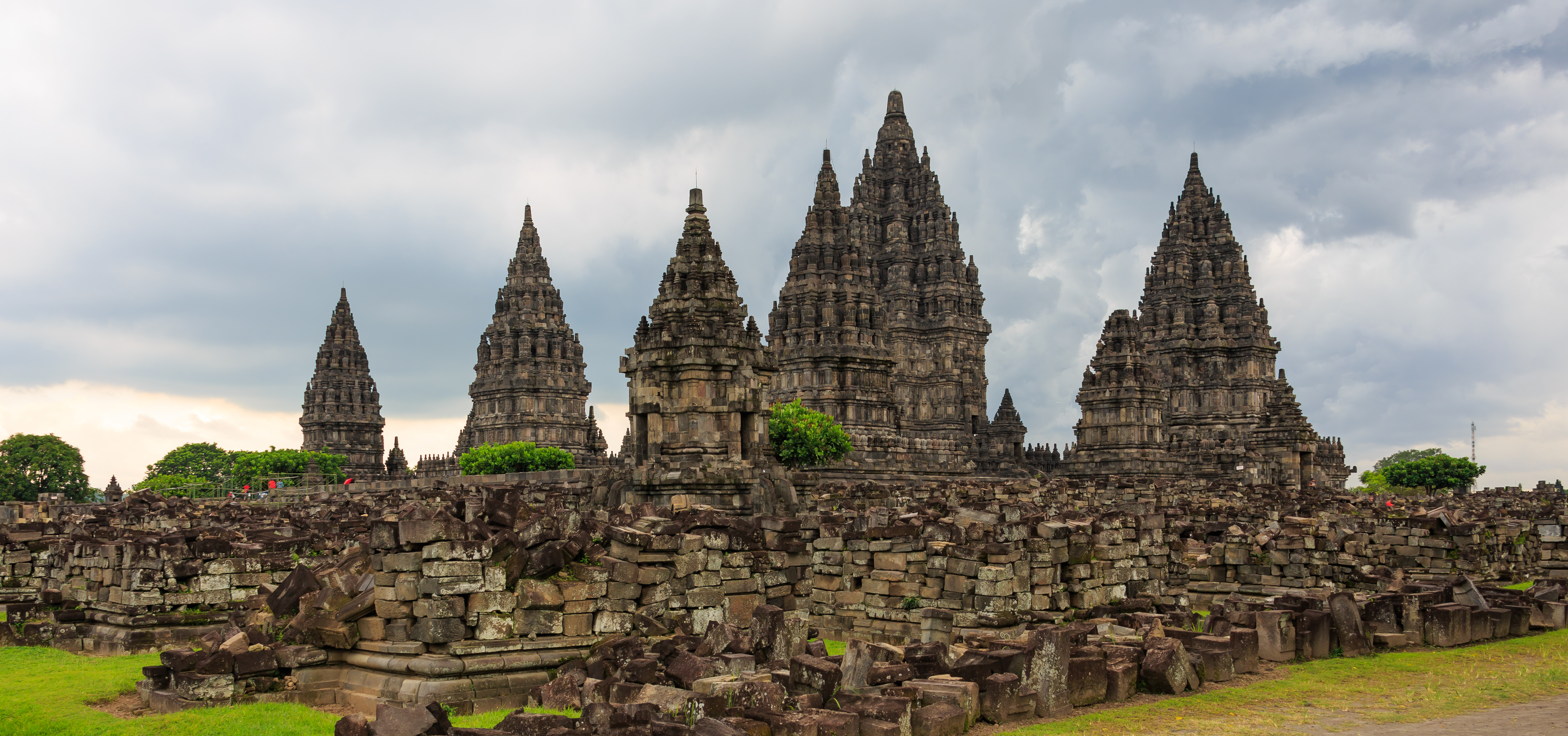
Complexo de templos hindus de Prambanan, construído no (século IX pelos reis de Mataram perto de Jogjacarta

Os reinos de Taruma e de Sunda de Java Ocidental surgiram no século IV e VII d.C., respetivamente, e o de Kalingga enviou embaixadas à China a partir de 640. Contudo, o principal reino foi o de Mataram, fundado em Java Central no início do século VIII d.C. A religião de Medang tinha como divindade central o deus hindu Xiva e o reino construiu alguns dos templos hindus mais antigos de Java no planalto de Dieng. No século VIII, a dinastia Sailendra surgiu na planície de Kedu e tornou-se a patrocinadora do budismo Maaiana. É à dinastia Sailendra que se devem alguns monumentos religiosos imponentes, como os templos do século IX de Borobudur e Prambanan, em Java Central.[carece de fontes?]
Cerca do século X, o centro do poder deslocou-se do centro da ilha para a parte oriental. Os reinos javaneses orientais de Kediri, Singasari e Majapait dependiam sobretudo da cultura de arroz, mas mantiveram comércio com o arquipélago indonésio, China e Índia. Majapait foi fundado por Raden Wijaya (r. 1294–1309) e no final do reinado de Hayam Wuruk (r. 1350–1389) reclamava-se soberano de todo o arquipélago indonésio, apesar de provavelmente o controlo efetivo se limitar a Java, Bali e Madura. O primeiro-ministro de Hayam Wuruk, Gajah Mada, liderou muitas das conquistas territoriais do rei. Enquanto que os reinos javaneses anteriores baseavam o seu poder na agricultura, Majapait tomou o controlo dos portos e rotas de navegação, tornando-se o primeiro império comercial de Java. Após a morte de Hayam Wuruk e da chegada do islão, Majapait entrou em declínio.

### Difusão do islão e florescimento dos sultanatos islâmicos
O islão tornou-se a religião dominante em Java no fim do século XVI. Durante esse período, os reinos islâmicos de Demak, Cirebon e Banten surgiram e desenvolveram-se a partir do século XV. No final do século XVI, o Sultanato de Mataram tornou-se a potência dominante nas regiões centrais e orientais de Java. Os reinos de Surabaia e de Cirebon acabaram por ser subjugados por Mataram e quando os holandeses conquistaram a ilha só foram confrontados por dois estados: Mataram e Banten.[carece de fontes?]

### Período colonial

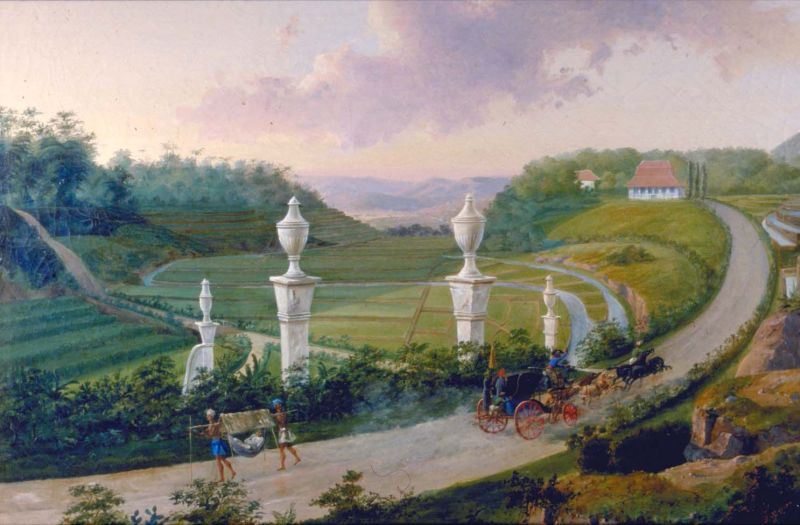
Gravura do século XIX da Grande Estrada Postal perto de Bogor

Os contactos de Java com as potências coloniais europeias iniciaram-se em 1522, com o Tratado de Sunda Kalapa, assinado entre o comandante português de Malaca e o o rei de Sunda. No entanto, as tentativas dos portugueses para se estabelecerem em Java fracassaram e a presença portuguesa na Indonésia foi confinada às ilhas orientais. O primeiro contacto dos holandeses com Java ocorreu em 1596, com uma expedição de quatro navios comandada por Cornelis de Houtman.
No final do século XVIII, os holandeses tinham estendido a sua influência aos sultanatos do interior através da Companhia Holandesa das Índias Orientais. Os conflitos internos impediram os javaneses de formarem alianças eficazes contra os holandeses e as únicas entidades políticas que se resistiram algum tempo foram os principados de Suracarta (ou Solo) e de Jogjacarta, anteriormente parte de Mataram. Os holandeses apoiaram alguns restos da aristocracia javanesa atribuindo cargos de regentes ou de oficiais distritais na administração colonial.[carece de fontes?]
O principal papel económico de Java durante a primeira parte do período colonial foi o de produtor de arroz. Em ilhas onde se produziam especiarias, como as de Banda, era regularmente importado arroz de Java, para suprir a insuficiência da produção local para satisfazer a subsistência.

Mapa da Grande Estrada Postal

Durante as Guerras Napoleónicas na Europa, os Países Baixos ficaram sob o controlo da França, o mesmo acontecendo com a sua colónia das Índias Orientais. Durante o curto mandato de Daendels como governador-geral ao serviço dos franceses, foi iniciada a construção da Grande Estrada Postal em 1808. A estrada, que ia de Anyer, em Java Ocidental, a Panarukan, em Java Oriental, serviu como rota de abastecimento militar e foi usada para defender Java da invasão britânica. Em 1811, Java foi invadida pelos britânicos, tornando-se uma possessão do Império Britânico. Stamford Raffles foi governador durante esse período, que terminou quando a ilha foi devolvida aos holandeses em 1815, nos termos do Tratado de Paris.

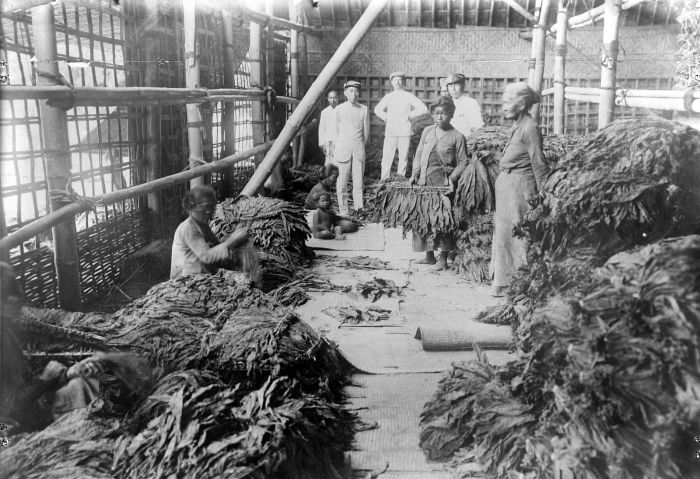
Plantação de tabaco no início do século XX

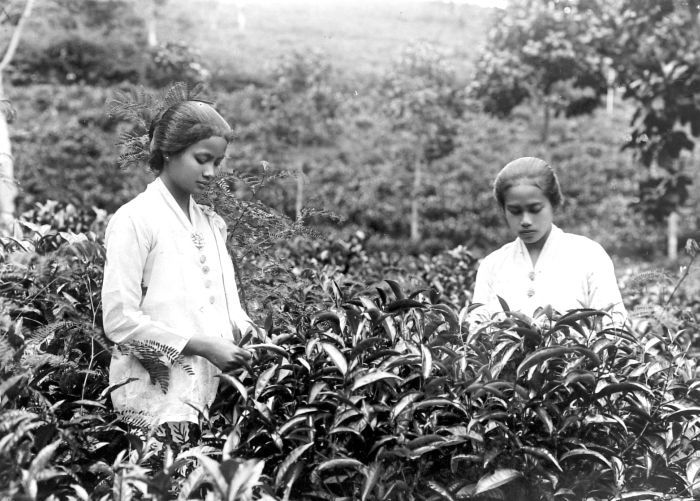
Jovens sundanesas apanhadoras de chá numa plantação, no início do século XX

Em 1815, Java tinha possivelmente cinco milhões de habitantes. Na segunda metade do século XVIII, a população começou a aumentar nas áreas ao longo da costa norte central e no século seguinte aumentou rapidamente por toda a ilha. Para tal contribuiu a administração colonial, que acabou com as guerras civis, o aumento da área de cultivo de arroz e a introdução de algumas plantas comestíveis, como a mandioca e o milho, que eram acessíveis a populações para quem o arroz era muito caro. Outros autores atribuem o crescimento demográfico aos impostos coloniais e ao crescimento do emprego devido ao cultuurstelsel, que levou as famílias a terem mais filhos na esperança de aumentarem a capacidade para pagarem os impostos e comprarem bens. Outro fator foi a diminuição da idade de casamento das mulheres durante o século XIX, que aumentou o número de anos em que as mulheres podiam ter filhos. A epidemia de cólera de 1820 provocou cerca de 100 000 vítimas mortais.
O uso de camiões e a construção de vias férreas em regiões onde até ali o transporte dependia de búfalos e carroças, a implementação de sistemas telegráficos e de sistemas de distribuição melhor coordenados contribuíram para a eliminação da fome em Java e, consequentemente, para o aumento da população. Entre o fim da década de 1840 e a ocupação japonesa cem anos depois não houve crises alimentares significativas em Java. Contudo, segundo alguns autores, o cultuurstelsel está ligado a crises alimentares e epidemias na década de 1840, primeiro em Cirebon e depois em Java Central, devido às culturas agrícolas para exportação, como de indigo e cana-de-açúcar não permitirem a produção suficiente de arroz.

### Independência
O nacionalismo indonésio surgiu em Java no início do século XX e a luta pela independência a seguir à Segunda Guerra Mundial centrou-se em Java. A Indonésia tornou-se independente em 1949 e desde então a ilha tem dominado a vida social, política e económica do país, o que é uma fonte de insatisfação para os residentes de outras ilhas.[carece de fontes?]

### Cronologia da história de Java
- 3 000 a.C.: migrações do litoral da China do Sul para a Formosa de população austronésia
- 2 000 a.C.: migrações dos austronésios da Formosa para as Filipinas, e para Celebes, Timor e outras ilhas do arquipélago indonésio
- século III a.C. ao III d.C.: o Ramayana menciona Yavadvipa, "ilha do milho-miúdo"
- século I: rede de cidades-estado portuárias que comerciam com Índia e China
- 413: o monge budista chinês Faxian pernoita em "Ye-po-ti" (Yavadvipa)
- século V: reino de Taruma no oeste de Java
- 732: inscrição de Canggal no centro de Java declara que o rei Sanjaya de Mataram erigiu um monumento para honrar Xiva

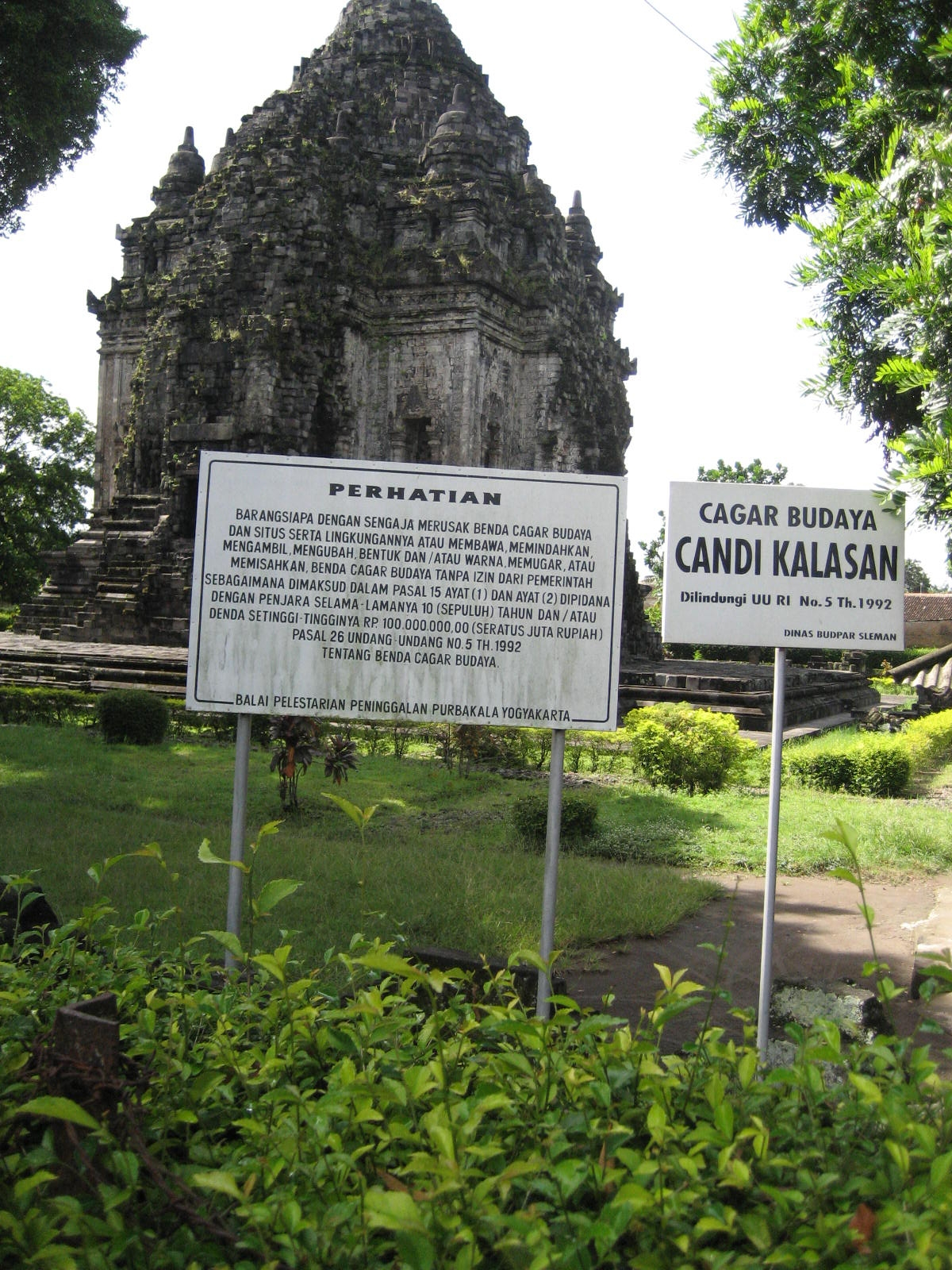
O templo de Kalasan perto de Jogjacarta

- 778: inscrição  de Kalasan, sempre no centro da ilha, menciona um rei Sailendra que observa os ritos de Buda
- Séculos VIII a X: construção de templos no centro de Java, como Borobudur budista e Prambanan em honra de Xiva
- 907: a autoridade do rei Balitung (reina de 899 a 910) estende-se ao centro e leste de Java
- 928: o rei Mpu Sindok transfere definitivamente o seu palácio para Java Oriental
- 1041: inscrição de Java Oriental menciona o rei Airlangga, filho do príncipe Udayana, de Bali
- 1053: a inscrição do templo de Sdok Kok Thom no Camboja diz que o rei khmer Jayavarman II (r. 802–869) estabeleceu a sua capital em 802 depois de se ter libertado da suserania de "Java"
- século XI: o centro do poder passa para o reino de Kediri, e depois para Singasari
- 1292: desembarque de um corpo expedicionário sino-mongol em Java Oriental, fundação do Império de Majapait, que controla um território que se estende até ao centro de Java
- Séculos XIV e XV: Majapait comercia com o Camboja, Champa, China, Índia, Sião, Vietname ("Yawana"). O almirante chinês Zheng He faz muitas vezes escala nos portos de Java
- 1333-1579: reino hindu sundanês de Pajajaran até Java Oriental controla os portos de Banten e Kalapa (a futura Jacarta)
- 1478: Majapait passa para o controlo dos príncipes de Kediri
- Fim do século XV: um chinês muçulmano, Cek Ko-po, funda Demak na costa norte de Java. Este reino muçulmano empreende a conquista do Pasisir (costa norte)

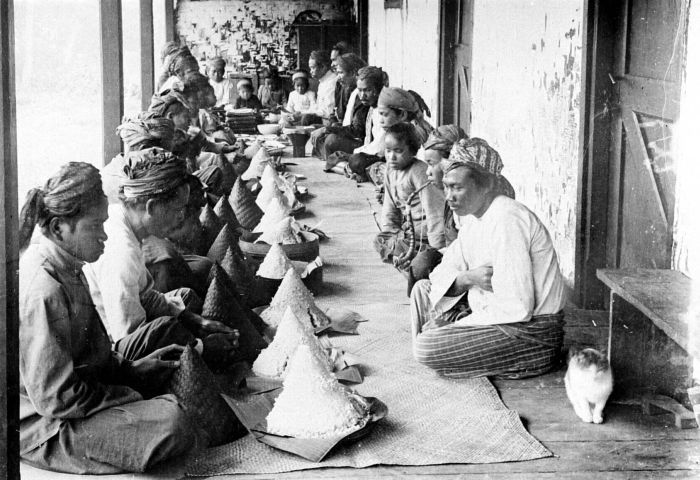
O Selamatan, uma festividade tradicional javanesa, influenciada pelo islão

- 1527: Fatahillah, um príncipe de Cirebon, conquista o porto de Kalapa e funda aí Jayakarta
- 1583: Senopati, rei de Mataram, empreende a conquista do centro de Java e do Pasisir[57]
- 1597: Cornelis de Houtman faz escala em Banten
- 1619: a VOC (Vereenigde Oostindische Compagnie ou "Companhia Holandesa das Índias Orientais" conquista Jayakarta e funda Batávia)
- O neto de Senopati toma o título de Sultan Agung ("grande sultão", reinou de 1613 a 1646) e ataca o resto de Java. Agung cerca Batávia, mas não obtém êxito.
- século XVII: guerras de sucessão no reino de Mataram.
- 1755: tratado de Giyanti. Mataram é dividida em dois reinos : Suracarta e Jogjacarta.
- 1770: os príncipes de Blambangan convertem-se ao Islão
- 1799: a VOC vai à falência; os seus ativos são tomados pelo governo dos Países Baixos.
- 1825: o príncipe Diponegoro de Jogjacarta levanta armas contra os neerlandeses; esta "guerra de Java" termina em 1830 (15 000 mortos no exército neerlandês, mais de 200 000 na população javanesa, num total à época de entre 4 e 5 milhões de habitantes).
- século XIX: os neerlandeses exploram a ilha do ponto de vista económico; o governador van den Bosch põe em prática um sistema de culturas forçadas (cultuurstelsel)[b]
- 1870: uma lei agrária de 1870 abre Java à iniciativa privada

## Economia

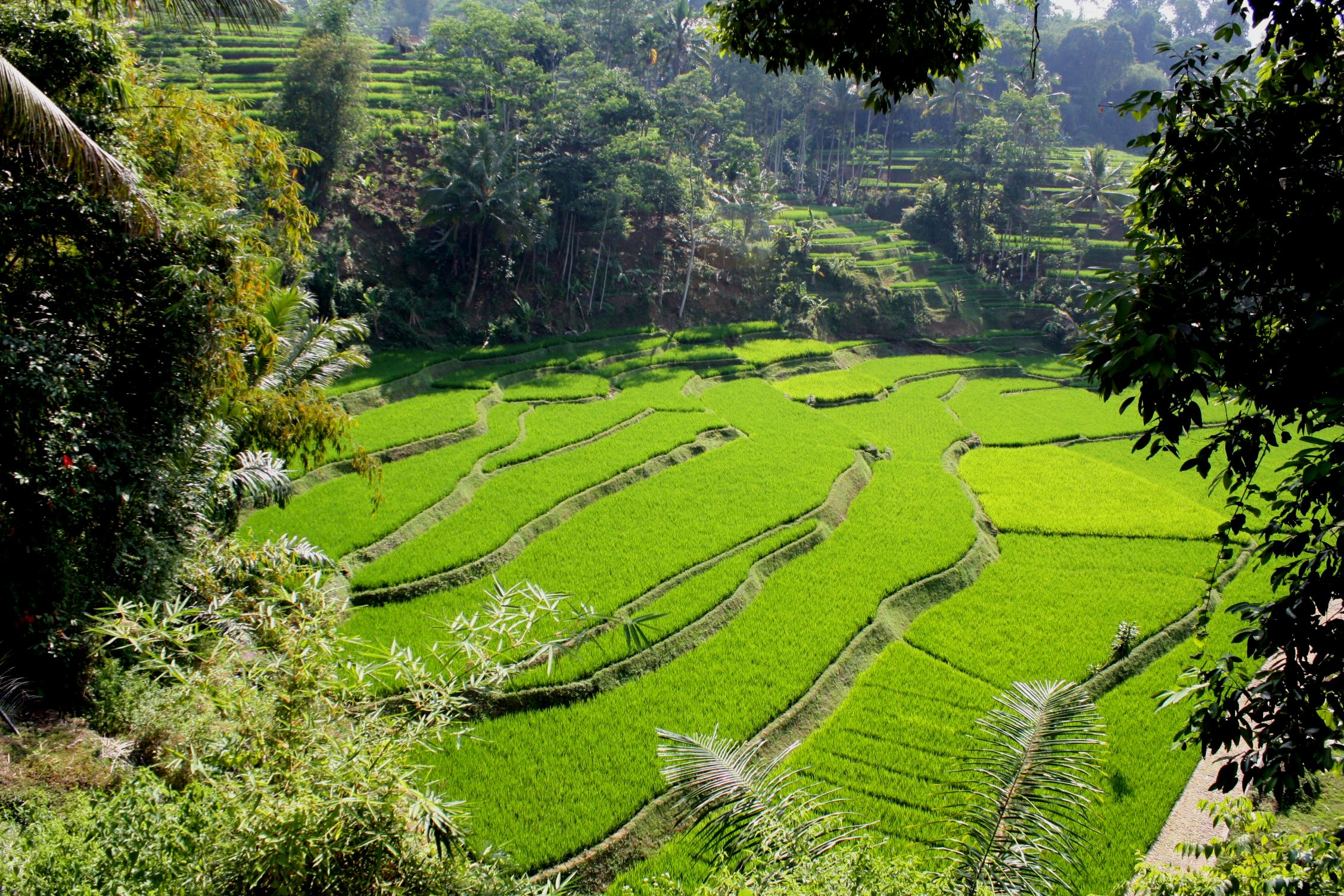
Campos de arroz em, região de Tasikmalaya, Java Ocidental

No passado, a economia javanesa baseava-se fortemente na agricultura de arroz. Antigos reinos como os de Taruma, Mataram e Majapait dependiam das receitas do arroz e dos impostos nelas aplicados. A ilha era famosa pelos seus excedentes de arroz e das suas exportações desde tempos remotos e a cultura de arroz contribuiu para o crescimento populacional. O comércio com outras partes da Ásia, como a Índia e a China, floresceu pelo menos desde o século IV d.C., o que é atestado por cerâmicas chinesas encontradas em Java datadas desse período. A ilha também participou no comércio global de especiarias com as ilhas Molucas desde o período de Majapait (séculos  XIII–XVI) até ao período colonial holandês.[carece de fontes?]
A Companhia Holandesa das Índias Orientais estabeleceu a sua base em Batávia (atual Jacarta) no século XVII e foi sucedida pelas Índias Orientais Holandesas no século XIX. Durante esses tempos coloniais, os holandeses introduziram o cultivo de plantas comerciais, como a cana-de-açúcar, borracha, café chá e quinino. Nos séculos XIX e XX, o café de Java ganhou fama mundial e ainda hoje em certos países Java é sinónimo de café.[carece de fontes?]

Monumento de boas-vindas em Jacarta Central

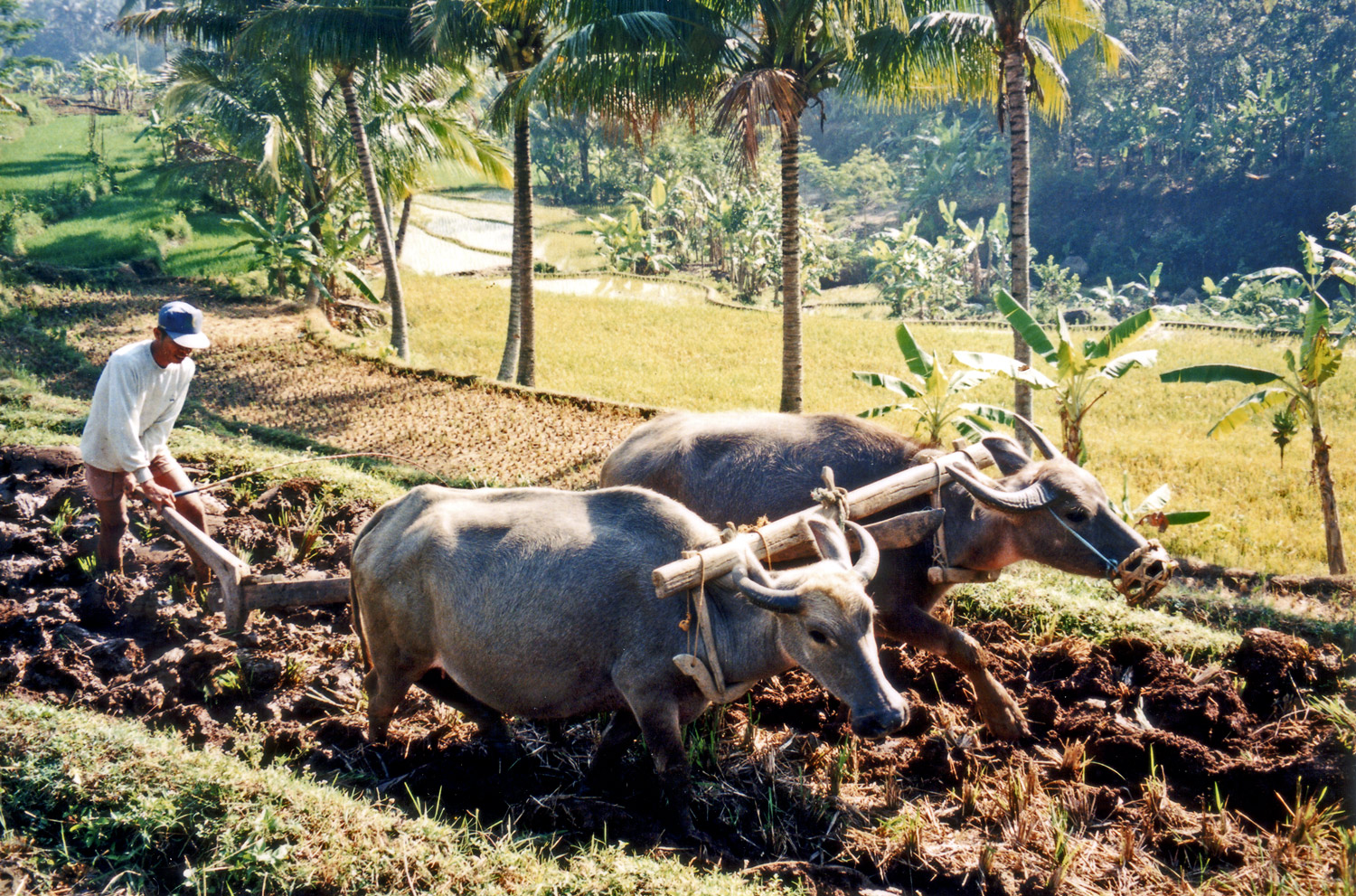
Lavragem de campos de arroz com búfalos de água na região de Salatiga, Java Central

Java é a ilha mais desenvolvida da Indonésia desde o tempo da administração holandesa. Desde tempos remotos que houve redes de estradas, as quais foram aperfeiçoadas com a construção Grande Estrada Postal no início do século XIX pelo governador-geral Daendels. A Grande Estrada Postal tornou-se a espinha dorsal do sistema rodoviário de Java e foi a base para a atual Estrada da Costa Norte (ou Estrada Nacional 1; em indonésio: Jalan Pantura, abreviatura de Jalan Pantai Utara).[carece de fontes?]
As necessidades de transportar produtos comerciais como café das plantações no interior da ilha para os portos na costa impulsionou a construção de linhas ferroviárias. Atualmente a indústria, negócios e comércio prosperam nas maiores cidades de Java como Jacarta, Surabaia, Semarang e Bandungue, ao passo que algumas antigas capitais de sultanatos como Jogjacarta, Suracarta e Cirebon preservaram o seu legado real e tornaram-se centros de arte, cultura e turismo. As áreas industriais estão também em crescimento em cidades da costa norte, nomeadamente em volta de Cilegon, Tangerang, Bekasi, Karawang, Gresik e Sidoarjo. Desde o período do presidente Suharto (1967–1998) que tem vindo a ser construída uma rede de autoestradas com portagens, que liga os principais centros urbano e as suas áreas vizinhas, como Jacarta, Bandungue, Cirebon, Semarang e Surabaia. Além destas autoestradas, há 16 estradas nacionais.[carece de fontes?]
Segundo as estatísticas oficiais indonésias de 2012, Java contribuía com 57,51% do produto interno bruto da Indonésia, o equivalente a 504 mil milhões * US$ (388,7 mil milhões €; 1 030 bilhões * R$).[carece de fontes?]